# دغناش
الدَّغْنَاش (الاسم العلمي: Pyrrhula)، هو جنس من الطيور يتبع أسرة الجزماوات ضمن فصيلة الشرشوريات من رتبة العصفوريات. يتواجد بكثرة في آسيا وبعض الأنواع القليلة الأخرى في أوروبا، وهي عصافير صغيرة مغرّدة، ذات مناقير قويّة، لها أجنحة سوداء لامعة، وساقيّن ذو لون بنيّ يميل إلى الحُمرة، يبلغ طوله 14 سم، وهو أحمر من جهة الصدر وعلى جانبي الرأس، والظهر رمادي والردف أبيض، وفي الأنثى يُستبدل الأحمر بالبني الكبدي. تضع الأنثى من 4 إلى 5 بيضات، تحتضنها وقد يساعدها الذكر في ذلك أحياناً، وبعد 14 يوماً تفقس البيضات ويتمكن الصغار من مغادرة العش بعد 18 يوماً فقط.

## الأنواع
يملك هذا الجنس سبعة أنواع من الدغانيش :
- دغناش برتقالي (Pyrrhula aurantiaca)
- دغناش رمادي الرأس (Pyrrhula erythaca)
- دغناش أحمر الرأس (Pyrrhula erythrocephala)
- دغناش أبيض الخدين (Pyrrhula leucogenis)
- دغناش الأزور (Pyrrhula murina)
- دغناش بني (Pyrrhula nipalensis)
- دغناش أوراسي (Pyrrhula pyrrhula)